# Епархия Прато
Епархия Прато (лат. Dioecesis Pratensis, итал. Diocesi di Prato) — епархия Римско-католической церкви, в составе митрополии Флоренции, входящей в церковную область Тосканы.
Клир епархии включает 145 священников (110 епархиальных и 35 монашествующих священников), 12 диаконов, 36 монахов, 230 монахинь.
Адрес епархии: Piazza Duomo 48, 59100 Prato, Italia.

## Территория
В юрисдикцию епархии входят 84 прихода в 5 коммунах Тосканы: все в провинции Прато — Прато, Монтемурло, Ваяно, Вернио и Кантагалло.
Кафедра епископа находится в городе Прато в церкви Святого Стефана.
С 29 ноября 2006 года приходы епархии были разделены на семь деканатов:
- Прато-Центр;
- Прато-Восток;
- Прато-Запад;
- Прато-Юго-Восток;
- Прато-Юго-Запад;
- Прато-Север;
- Валь-ди-Бизенцио.

## История
Кафедра Прато была основана 22 сентября 1653 года буллой Redemptoris nostri Папы Иннокентия X в составе епархии Пистои и Прато.
Территория новой кафедры изначально включала только три прихода внутри городских стен XIV века, резиденция же епископа Пистои и Прато находилась в Пистое.
В 1682 году в Прато была основана епархиальная семинария.
В сентябре 1916 года территория кафедры Прато была увеличена декретом Ex officio divinitus Конгрегации Консисторий, включив 28 приходов епархии Пистои и 12 приходов архиепархии Флоренции.
Две епархии были разделены 25 января 1954 года буллой Clerus populusque Папы Пия XII.
В октябре 1975 года епархия расширилась за счёт включения 12 приходов в городах Кантагалло и Вернио, ранее принадлежавших епархии Пистои.

## Ординарии епархии

### Проректоры Прато
- Карло ди Козимо Медичи (1463 — 29 мая 1492)
- Джованни ди Лоренцо Медичи (26 июня 1492 — 1501)
- Оддо Альтовити (1501 — 12 ноября 1507)
- Никколо Ридольфи (1507 — 31 января 1550)
- Пьер Франческо Риччио (1550 — 1564)
- Людовико Беккателли (июль 1564 — 17 октября 1572)
- Онофрио Камаяни (1572 — 28 апреля 1574)
- Фердинандо I Медичи (1574 — 1587)
- Алессандро Медичи (10 мая 1587 — 1 апреля 1605), избран папой римским Львом XI)
- Филиппо Сальвиати (1605 — 12 августа 1619, назначен епископом Сансеполькро)
- Карло Медичи (1619 — 1653)

### Кафедра Пистои и Прато
- Джованни Джерини[итал.] (22.9.1653 — 18.5.1656)
- Франческо Ринуччини[итал.] (28.8.1656 — 11.3.1678)
- Герардо Герарди (1679 — 16.1.1690)
- Леоне Строции[итал.] (16.8.1690 — 7.7.1700), валломброзианец; назначен архиепископом Флоренции
- Франческо Фрозини[итал.] (1700 — 1.1.1701), назначен архиепископом Пизы
- Карло Висдомини Кортиджани[итал.] (22.11.1702 — 14.10.1713)
- Коломбино Басси[итал.] (29.3.1715 — 11.4.1732), валломброзианец
- Федерико Аламанни[итал.] (21.7.1732 — 1776)
- Джузеппе Ипполити[итал.] (15.4.1776 — 22.3.1780)
- Шпьоне де Риччи[итал.] (19.6.1780 — 13.6.1791)
- Франческо Фальки Пиккинези[итал.] (19.12.1791 — 10.2.1803)
- Франческо Толи[итал.] (28.3.1803 — 6.6.1833)
- Анджело Мария Джилардони[итал.] (23.6.1834 — 24.5.1835)
- Джован Баттиста Росси[итал.] (2.10.1837 — 16.2.1849)
- Леоне Никколаи[итал.] (5.11.1849 — 13.7.1857), картузианец
  - Sede vacante (1857 — 1867)
- Энрико Бинди[итал.] (27.3.1867 — 27.10.1871), назначен архиепископом Сиены
- Никколо Соццифанти[итал.] (27.10.1871 — 1.2.1883)
- Донато Веллути Дзати[итал.] (15.3.1883 — 27.3.1885), назначен титулярным епископом Оропуса
- Марчелло Маццанти[итал.] (27.3.1885 — 18.8.1908)
- Андреа Сарти[итал.] (29.4.1909 — 7.10.1915)
- Габриэле Веттори[итал.] (6.12.1915 — 6.2.1932), назначен архиепископом Пизы
- Джузеппе Дебернарди[итал.] (13.3.1933 — 19.9.1953)

### Кафедра Прато
- Пьетро Фьорделли[итал.] (7.7.1954 — 7.12.1991)
- Гастоне Симони[итал.] (7.12.1991 — 29.09.2012)
- Франко Агостинелли (с 29 сентября 2012 года)

## Статистика
На конец 2004 года из 193 120 человек, проживающих на территории епархии, католиками являлись 186 320 человек, что соответствует 96,5 % от общего числа населения епархии.
| год  | население | население | население | священники | священники        | священники         | священники                           | постоянные диаконы | монахи  | монахи  | приходы |
| год  | католики  | всего     | %         | всего      | белое духовенство | черное духовенство | число католиков на одного священника | постоянные диаконы | мужчины | женщины | приходы |
| ---- | --------- | --------- | --------- | ---------- | ----------------- | ------------------ | ------------------------------------ | ------------------ | ------- | ------- | ------- |
| 1970 | 152.700   | 153.000   | 99,8      | 122        | 83                | 39                 | 1.251                                |                    | 44      | 292     | 55      |
| 1980 | 178.000   | 179.000   | 99,4      | 140        | 98                | 42                 | 1.271                                | 1                  | 49      | 243     | 76      |
| 1990 | 189.000   | 190.000   | 99,5      | 140        | 100               | 40                 | 1.350                                | 1                  | 43      | 215     | 85      |
| 1999 | 184.900   | 191.700   | 96,5      | 136        | 95                | 41                 | 1.359                                | 8                  | 42      | 217     | 85      |
| 2000 | 185.400   | 192.100   | 96,5      | 129        | 95                | 34                 | 1.437                                | 8                  | 35      | 214     | 85      |
| 2001 | 185.300   | 192.200   | 96,4      | 128        | 93                | 35                 | 1.447                                | 10                 | 36      | 210     | 85      |
| 2002 | 185.500   | 192.500   | 96,4      | 140        | 103               | 37                 | 1.325                                | 10                 | 38      | 227     | 85      |
| 2003 | 185.500   | 192.500   | 96,4      | 143        | 106               | 37                 | 1.297                                | 12                 | 38      | 227     | 85      |
| 2004 | 186.320   | 193.120   | 96,5      | 145        | 110               | 35                 | 1.284                                | 12                 | 36      | 230     | 85      |